# Reinaldo Azambuja
Reinaldo Azambuja Silva (Campo Grande, 13 de maio de 1963) é um fazendeiro e político brasileiro filiado ao Partido da Social Democracia Brasileira. Foi o 11.º governador do Mato Grosso do Sul de 1º de janeiro de 2015 a 1º de janeiro de 2023. Antes de seu governo, Azambuja ocupou vários cargos políticos, incluindo deputado federal e estadual por Mato Grosso do Sul, e prefeito de Maracaju.

## Biografia
Nascido em Campo Grande, filho de Zulmira Azambuja Silva e Roberto de Oliveira Silva, já falecido, Reinaldo Azambuja começou a cursar Administração de Empresas na Universidade Católica Dom Bosco, em sua cidade natal, mas desistiu no mesmo ano, em 1982, surpreendido pela morte do pai e impulsionado a assumir os negócios agropecuários da família. Mudou-se para Maracaju, no interior do estado, após completar 18 anos, e se casou com Fátima Silva um ano depois da morte de seu pai. Reinaldo tem três filhos: Thiago, Rafael e Rodrigo.

## Trajetória política
Filiado ao PSDB, elegeu-se prefeito de Maracaju em 1996, concorrendo com Germano Francisco Bellan (PDT) e Luiz Gonzaga Prata Braga (PTB). Reinaldo se elegeu para seu primeiro mandato em Maracaju com 44,03% dos votos válidos. Reinaldo também foi reeleito em 2000 com 61,61% do eleitorado, contra Albert Cruz Kuendig (PT), e sucedido em 2005 por seu primo, Maurílio Azambuja (PFL). Além disso, durante este período também presidiu a Associação dos Municípios de Mato Grosso do Sul (Assomasul).
Em 2006, elegeu-se deputado estadual e obteve a maior votação da história de Mato Grosso do Sul, atingindo cerca de 47.772 votos. Nas disputas de 2010, elegeu-se deputado federal pela coligação Amor, Trabalho e Fé, com cerca de 122.213 votos válidos.
Candidatou-se à Prefeitura de Campo Grande em 2012, obtendo 113.629 votos no primeiro turno, equivalente a 25,43% dos votos válidos, mas perdeu a disputa para o segundo turno, que aconteceu entre os candidatos Giroto, do PMDB, e Alcides Bernal, do PP, tendo este último saído como vencedor na disputa pelo cargo.

## Governador de Mato Grosso do Sul

### 2014
Nas eleições de Mato Grosso do Sul em 2014 concorreu ao cargo de governador em chapa com a vereadora de Campo Grande, Rose Modesto (PSDB). Concorrendo com o ex-prefeito de Campo Grande, Nelson Trad Filho (PMDB) e do então senador do PT, Delcídio Amaral. Azambuja terminou o primeiro turno em segundo lugar, revertendo a colocação e se elegendo governador em segundo turno com 55,34% dos votos contra o candidato Delcídio Amaral.
No primeiro ano de administração, Azambuja tinha cumprido seis das 23 promessas de campanha, além de ter começado a cumprir outras duas ao longo de 2015. No ano de 2016, o número mudou para cinco promessas cumpridas e três foram executadas parcialmente, enquanto outras quinze das promessas dadas pelo governador não foram realizadas. No terceiro ano de mandato, o governador já tinha cumprido nove promessas e continuava executando outras três, enquanto 11 ainda não haviam sido colocadas em prática. Em julho de 2018, Reinaldo já tinha cumprido 12 das 23 promessas de campanha, parte dos quatro compromissos e ainda não havia colocado em prática outros sete projetos.
Em setembro de 2016, o governo Azambuja recebeu 50% de aprovação, de acordo com a pesquisa da IBOPE Inteligência. Uma outra pesquisa do instituto, contratada pela TV Morena, apontou que o chefe do Executivo tinha 37% de avaliação regular, 36% boa, 12% ótima, 7% péssima e 4% ruim. Já em abril de 2017, Azambuja recebeu 70,97% de aprovação popular, somando as avaliações "Ótima", "Boa" e "Regular". Os dados foram apurados pelo Instituto de Pesquisas de Mato Grosso do Sul (Ipems) e divulgados pelo jornal Correio do Estado.
Em novembro de 2017, propôs uma reforma da previdência estadual, tendo 15 votos favoráveis e quatro votos contrários na primeira votação. Consequentemente, a bancada do PT na Assembleia Legislativa foi à Justiça para suspender a tramitação da proposta, mas o mandado de segurança foi negado. Na semana seguinte, sindicalistas lotaram a Casa, chegando a ocupar o plenário para impedir a votação final. A sessão foi suspensa e o projeto precisou ser pautado novamente. Para garantir a aprovação, a Assembleia reforçou a segurança com apoio do Batalhão de Choque da Polícia Militar. O acesso foi limitado, provocando confronto entre militares e manifestantes, além da prisão de um servidor suspeito de destruir uma das portas de entrada. Por 13 votos a 7, a reforma foi aprovada em segunda discussão, com a presença de policiais em plenário para garantir a ordem, e sancionada no mês seguinte. Azambuja declarou em seguida não se preocupar com o impacto das medidas na eleição e que opositores iriam apoiar futuramente suas medidas.
No mês de agosto de 2018, o governo Azambuja recebeu avaliação regular de 38%, 37% consideraram ótimo ou bom, 23% opinaram que seria ruim ou péssimo e 3% não souberam responder. Contratada pela TV Morena, a pesquisa foi realizada pela IBOPE Inteligência. Outra sondagem, do instituto Real Time Big Data, apontou que a administração do tucano tinha 53% de aprovação, contra 32% de rejeição. 15% dos entrevistados não souberam ou não opinaram. Em setembro, a gestão do governador recebeu 46% de avaliação ótima ou boa, 32% dos entrevistados consideraram regular, 17% acharam ruim ou péssimo e 5% não souberam opinar. No mês de outubro, a administração de Azambuja recebeu 55% de aprovação positiva; 31% não gostavam da forma do tucano governar o estado e 14% não souberam opinar. Ao fim do primeiro mandato, o governador tinha cumprido 13 promessas de campanha, colocado sete delas parcialmente em prática e descumprido outras sete.

### Reeleição
Nas eleições estaduais de 2018, Azambuja concorreu à reeleição do governo do estado. Como vice, foi indicado o ex-prefeito de Dourados e ex-vice-governador Murilo Zauith (DEM). Entre os concorrentes estavam o ex-prefeito de Mundo Novo, Humberto Amaducci (PT), o ex-presidente da Assembleia Legislativa do Mato Grosso do Sul, Junior Mochi e o juiz federal Odilon de Oliveira (PDT). Contra o último, Azambuja classificou-se para o segundo turno, o vencendo com 52.35% dos votos.

### Gabinete
Na posse de seu primeiro mandato, o gabinete de Reinaldo Azambuja foi composto dos seguinte secretários:
      PSDB (8) /       Independente (3) /       PPS (1)
| Pasta                                           | Incumbente                      | Partido | Partido                                 |
| ----------------------------------------------- | ------------------------------- | ------- | --------------------------------------- |
| Administração e Desburocratização               | Carlos Alberto de Assis         |         | Partido da Social Democracia Brasileira |
| Casa Civil                                      | Sérgio de Paula                 |         | Partido da Social Democracia Brasileira |
| Cultura, Turismo, Empreendedorismo e Inovação   | Athayde Nery                    |         | Partido Popular Socialista              |
| Desenvolvimento Econômico e Meio Ambiente       | Jaime Verruck                   |         | Partido da Social Democracia Brasileira |
| Direitos Humanos, Inclusão e Assistência Social | Rose Modesto                    |         | Partido da Social Democracia Brasileira |
| Educação                                        | Maria Cecilia Amendola da Motta |         | Partido da Social Democracia Brasileira |
| Fazenda                                         | Marcio Monteiro                 |         | Partido da Social Democracia Brasileira |
| Governo e Gestão Estratégica                    | Eduardo Riedel                  |         | Partido da Social Democracia Brasileira |
| Habitação                                       | Maria do Carmo Avesani          |         | Independente                            |
| Infraestrutura                                  | Marcelo Miglioli                |         | Partido da Social Democracia Brasileira |
| Justiça e Segurança Pública                     | Silvio Cesar Maluf              |         | Independente                            |
| Saúde                                           | Nelson Tavares                  |         | Independente                            |

Na posse de seu segundo mandato, o gabinete de Reinaldo Azambuja foi composto dos seguinte secretários:
      PSDB (6) /       Independente (3) /       DEM (1)
| Pasta                                           | Incumbente                           | Partido | Partido                                 |
| ----------------------------------------------- | ------------------------------------ | ------- | --------------------------------------- |
| Administração e Desburocratização               | Roberto Hashioka                     |         | Partido da Social Democracia Brasileira |
| Articulação Política                            | Sérgio de Paula                      |         | Partido da Social Democracia Brasileira |
| Desenvolvimento Econômico e Meio Ambiente       | Jaime Verruck                        |         | Partido da Social Democracia Brasileira |
| Direitos Humanos, Inclusão e Assistência Social | Elisa Cléia Pinheiro Rodrigues Nobre |         | Independente                            |
| Educação                                        | Maria Cecilia Amendola da Motta      |         | Partido da Social Democracia Brasileira |
| Fazenda                                         | Felipe Mattos de Lima Ribeiro        |         | Independente                            |
| Governo e Gestão Estratégica                    | Eduardo Riedel                       |         | Partido da Social Democracia Brasileira |
| Infraestrutura                                  | Murilo Zauith                        |         | Democratas                              |
| Justiça e Segurança Pública                     | Antônio Carlos Videira               |         | Independente                            |
| Saúde                                           | Geraldo Resende                      |         | Partido da Social Democracia Brasileira |

## Desempenho em eleições
| Ano  | Eleição                         | Cargo             | Partido | Coligação                                                                                    | Vice                | Votos   | %      | Resultado           |
| ---- | ------------------------------- | ----------------- | ------- | -------------------------------------------------------------------------------------------- | ------------------- | ------- | ------ | ------------------- |
| 1996 | Municipais de Maracaju          | Prefeito          | PSDB    | —                                                                                            |                     | 5.461   | 44,03% | Eleito              |
| 2000 | Municipais de Maracaju          | Prefeito          | PSDB    | Unidos por Maracaju (PSDB,PMDB,PFL,PTB,PPB)                                                  |                     | 8.434   | 61,61% | Eleito              |
| 2006 | Estaduais de Mato Grosso do Sul | Deputado Estadual | PSDB    | Amor, Trabalho e Fé (PMDB,PFL,PSDB,PPS,PSC,PL,PAN, PRTB,PMN,PTC,PTdoB)                       | —                   | 47.772  | 3,92%  | Eleito              |
| 2010 | Estaduais de Mato Grosso do Sul | Deputado Federal  | PSDB    | Amor, Trabalho e Fé (I) (PRB,PMDB,PR,DEM,PMN,PSB,PSDB)                                       | —                   | 122.213 | 9,54%  | Eleito              |
| 2012 | Municipais de Campo Grande      | Prefeito          | PSDB    | Novo Tempo (PSDB,PPS,PMN,PTN,PHS)                                                            | Athayde Nery (PPS)  | 113.629 | 25,9%  | Não eleito 3º lugar |
| 2014 | Estaduais de Mato Grosso do Sul | Governador        | PSDB    | Novo Tempo (PSDB,PSD,SD,PPS,PMN,DEM)                                                         | Rose Modesto (PSDB) | 741.516 | 55,34% | Eleito 2º turno     |
| 2018 | Estaduais de Mato Grosso do Sul | Governador        | PSDB    | Avançar com Responsabilidade (PSDB,DEM,PTB,PSL,PMB,PSB,PSD, PP,PPS,PROS,PMN,Avante,SD.PATRI) | Murilo Zauith (DEM) | 677.310 | 52,35% | Eleito 2º turno     |

## Controvérsias

### Delação de Wesley Batista
Em maio de 2017, Azambuja foi citado na delação premiada do empresário Wesley Batista, da JBS. Conforme o acordo de colaboração premiada, um esquema de propina iniciado na administração Zeca do PT, continuou no governo Puccinelli e esteve ativa também na gestão do tucano. Azambuja teria recebido 45,6 milhões de reais em propina, e membros do governo teriam emitido notas fiscais falsas, como o secretário de estado de Fazenda, Márcio Monteiro, e o diretor-presidente da Fundação de Turismo de Mato Grosso do Sul (Fundtur-MS), Nelson Cintra. Em nota, o governador declarou que as acusações eram falsas, além de ter prestado contas das doações à Justiça Eleitoral e que a assinatura do termo de incentivos fiscais teve embasamento legal. Por decisão do ministro do STF, Edson Fachin, o STJ iniciou a investigação contra o tucano, aberta em agosto, obtendo acesso parcial ao processo em dezembro.
A divulgação da delação levou à cinco pedidos de impeachment contra Azambuja. Porém, a Assembleia Legislativa preferiu abrir uma comissão especial para investigar as denúncias, que acabou se convertendo em uma Comissão Parlamentar de Inquérito contra a JBS. A CPI trabalhou durante três meses e não investigou o governador. O relatório final, aprovado pela Casa, foi entregue ao Tribunal de Justiça (TJ-MS) e ao Tribunal de Contas do Estado (TCE-MS).

### Acusações de propina
Em maio de 2017, Reinaldo e o secretário de estado da Casa Civil também foram acusados por empresários do ramo agropecuário de cobrar propina para indústrias operarem no estado. Em nota, o governador declarou que as denúncias são tendenciosas e informou que o grupo foi processado por fraude à Justiça. Em janeiro de 2018, a PGR arquivou denúncia contra Reinaldo por suspeita de oferecer vantagens ilícitas a uma empresa. O político reforçou a inocência e garantiu nunca ter sido investigado ou processado. Já em junho, o STJ desmembrou denúncia sobre propina de indústrias, manteve a investigação contra o governador na corte e remeteu os demais documentos à  1ª Vara do Tribunal do Júri de Campo Grande. Em outubro de 2018, o STJ arquivou por unanimidade a investigação, do suposto esquema de troca de propina  contra Reinaldo. O Ministério Público não encontrou provas do envolvimento do político, levando a esta decisão da Corte Especial do tribunal.
Reinaldo também foi um dos alvos da operação Vostok, da Polícia Federal, em setembro de 2018, que investiga um esquema de propina por meio de isenções fiscais a frigoríficos do estado. Azambuja prestou depoimento e foi proibido de se comunicar com outros investigados, incluindo o filho, Rodrigo Souza, preso na operação. Após a ação da PF, a então candidata do PSL ao Senado, Soraya Thronicke, e seu primeiro suplente, Danny Fabrício Cabral Gomes, protocolaram na Assembleia um pedido de impeachment contra o governador.